# ویبراتو
ویبراتو (به ایتالیایی: Vibrato) از اصطلاحات موسیقی به معنای اجرای صدا همراه با لرزش است. به بیان دیگر، ویبرِ، ویبراتو یا ویبراسیون به معنای لرزاندن و عبارت است از نحوهٔ اجرایی که در آن به شدت، نُتی را به صدا درآورده و آن را به لرزش وادارند. لرزشِ صدا در سازهای مختلف یا آواز، متناسب با تکنیک نوازندگی یا تکنیک‌های اجرایی متفاوت است.

## روش اجرا

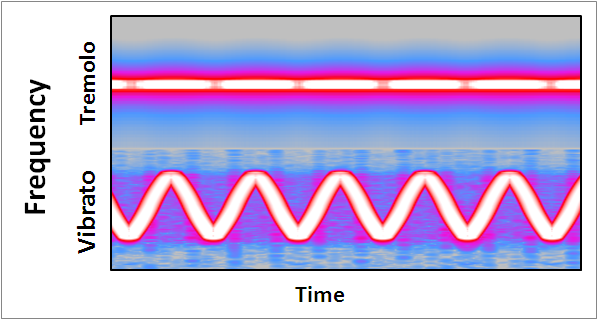
ویبراتو در موسیقی به معنی اجرای صدا به همراه لرزش است.نحوه اجرای یک نت به گونه‌ای بلند تا آن را به لرزه وادارند.

نوازنده یا خواننده هنگام مشاهدهٔ علامت Vibrato (به اختصار Vib) در بالای نت‌ها، باید نت یا نت‌های مورد نظر را با لرزش اجرا کند. ویبراتو را نباید با ترمولو اشتباه گرفت.

### ویبراتو در سازهای زهی
اجرای ویبراتو در سازهای زهی به این صورت است که دست چپ نوازنده، کمی بر روی سیم‌ها به جلو و عقب می‌لغزد (فشار انگشت بر سیم‌ها، جلو و عقب بردن انگشت‌ها) و در نتیجه صدای حاصل از آرشه یا مضراب، به صورت متناوب، اندکی زیر و بم می‌شود. نوازندگان سازهای زهی معمولاً این حرکت را بر روی نت‌های کشیده، به منظور ایجاد هیجان، زیبایی و تأثیر بیشترِ صداها انجام می‌دهند.
در نوازندگی سنتور برای اجرای ویبراسیون، نوازنده با یک‌دست مضراب می‌زند و با دستِ دیگر بر روی سیمِ مضراب‌خورده، به صورت متناوب فشار می‌آورد که باعث می‌شود صدا مقداری با لرزش شنیده شود.

### ویبراتو در سازهای بادی چوبی
نوازندگان سازهای بادی چوبی ویبراسیون را از طریق ایجاد تغییر در جریان هوای وارد شده به ساز تولید می‌کنند. این حالت می‌تواند از طریق لرزش شکم یا بالا و پایین شدنِ آرام دیافراگم حاصل شود.

### ویبراتو در سازهای بادی برنجی
نوازندگان سازهای بادی برنجی معمولاً با تغییر سریع و مکررِ «حالت لب‌ها» یا فرم‌دهی به ماهیچه‌های صورت، به‌طور سریع و تکرار شونده، با لغزاندن نت‌ها ویبراسیون ایجاد می‌کنند.

### ویبراتو در سازهای شستی‌دار
در سازهای شستی‌دار برخی از انواع ارگ‌ها می‌توانند با تغییر فشار هوا که از لوله‌های ساز عبور می‌کند یا توسط دستگاه‌های مکانیکی مختلف، ویبراتو ایجاد کنند. کلاویکورد، اگرچه از نظر تکنیکی یک ساز کلاویه‌دار با کوک ثابت است، اما نوازنده می‌تواند با تغییر فشار بر روی کلاویه، هنگام به صدا درآمدن نت، نوعی ویبراتو معروف به «بی‌بانگ» تولید کند. برخی از کیبوردهای الکترونیک می‌توانند با فشار روی کلیدها یا با کمک کنترلرهای میدی، یک ویبراتوی الکترونیکی ایجاد کنند.

### ویبراتو در آواز
در آواز خواندن، بر اساس محل تولید ویبراسیون، انواع ویبراتو می‌تواند از طریق سه فرایند ایجاد شود؛ تارهای صوتی با فرکانس ۶٫۵ تا ۸ هرتز می‌لرزند، دیافراگم با فرکانس‌های زیرِ ۵ هرتز مرتعش می‌شود و ترکیبی از این دو حالت که منجر به ارتعاشی می‌شود که فرکانس آن بین ۵ تا ۶٫۵ هرتز است. برخی از مطالعات نشان داده‌اند که ویبراسیون در نتیجهٔ لرزشِ عصبی عضلانی، در تارهای صوتی ایجاد می‌شود.

## یادکرد
1. ↑  ناصری، فرهنگ جامع اصطلاحات موسیقی، ۴۰۴.
2. ↑  ستایشگر، واژه‌نامهٔ موسیقی ایران‌زمین، ۵۶۱.
3. ↑  گورنگی، خلاقیت موسیقی، ۶۳.
4. ↑  ستایشگر، واژه‌نامهٔ موسیقی ایران‌زمین، ۵۶۱.
5. ↑  وجدانی، فرهنگ تفسیری موسیقی، ۶۸۰.
6. ↑  وجدانی، فرهنگ تفسیری موسیقی، ۶۸۱.
7. ↑  وجدانی، فرهنگ تفسیری موسیقی، ۶۸۰.
8. ↑  «به دست گرفتن و به دست آوردن ترومپت». خانه ترومپت ایران.